# Конопляник, Сергей Владимирович
Сергей Владимирович Конопляник (род. 27 сентября 1962, Минск) — советский и украинский военачальник, генерал-лейтенант милиции, первый заместитель командующего внутренними войсками Министерства внутренних дел Украины (2012—2014).

## Биография
Родился в Минске 27 сентября 1962 года.
Окончил Орджоникидзевское высшее военное командное училище. С 1979 года проходил службу во Внутренних войсках МВД СССР. 
После распада СССР принял украинское гражданство. Окончил Национальную академию Пограничных войск Украины. С 1998 года — в должностях командира отдельной бригады внутренних войск, командира дивизии внутренних войск, начальника управления Крымского территориального командования и Западного территориального командования внутренних войск МВД Украины.
В августе 2010 года был назначен на должность Первого заместителя начальника Главного управления — командующего внутренними войсками МВД Украины по боевой и специальной подготовке.
11 апреля 2012 года Указом Президента Украины № 256/2012 был назначен на должность заместителя начальника Главного управления — командующего внутренними войсками Министерства внутренних дел Украины.
Во время политического кризиса на Украине (2013—2014) занял выжидательную позицию. К 21 февраля 2014 года склонился на сторону Евромайдана.
28 марта 2014 года согласно Указу Президента Украины № 349/2014 был уволен с должности первого заместителя начальника Главного управления — командующего внутренними войсками Министерства внутренних дел Украины и зачислен в распоряжение начальника Главного управления — командующего внутренними войсками Министерства внутренних дел Украины.
Почётный «динамовец».
Член Наблюдательного совета Национальной академии внутренних дел Украины.

## Награды
- Орден Богдана Хмельницкого I, II и III степеней
- Медаль «Защитнику Отчизны»
- Ведомственные знаки отличия Министра внутренних дел Украины